# ラムシュ・ハラディナイ
ラムシュ・ハラディナイ（アルバニア語:Ramush Haradinaj、セルビア・クロアチア語:Рамуш Харадинај / Ramuš Haradinaj、1968年7月3日 - ）は、コソボのゲリラ組織・コソボ解放軍の軍事的指導者であり、コソボの政治家。2004年12月から2005年3月まで国際連合コソボ暫定行政ミッション(UNMIK)統治下のコソボの首相を務めたほか、独立後も2017年から2020年まで首相を務めた。コソボ未来連合の党首。
コソボ紛争中での犯罪行為によって他のコソボ解放軍の指揮官らとともにデン・ハーグの旧ユーゴスラビア国際戦犯法廷（ICTY）から訴追され、2008年4月3日には起訴された罪すべてに関して訴えが退けられたものの、2019年になって捕虜の臓器密売容疑で聴取を要請されたことに伴い、首相辞任を表明した。
なお、本項において地名呼称がセルビア語とアルバニア語で異なる場合、「アルバニア語呼称 / セルビア語呼称」のように表記している。

## 来歴
ユーゴスラビア連邦人民共和国、セルビア社会主義共和国、コソボ・メトヒヤ自治州のデチャニの近くの村グロジャン / グロジャネ（Gllogjan / Glođane）出身。そこで両親や兄弟姉妹とともに過ごした。ジャコヴァ / ジャコヴィツァの高校を卒業した後はユーゴスラビア人民軍に服務し、コソボ紛争が始まってからはプリシュティナ大学の法学部に入学した。また、コソボ・アメリカン大学の修士号を持っている。
1989年のコソボのアルバニア人によるデモの後、地元のアルバニア人に対する抑圧が強まると、ハラディナイはスイスへ移り、8年間を建設作業員、警備員として過ごした。スイスでは、ハラディナイはまたコソボ民族運動という分離主義組織に加わった。この組織が、後のコソボ解放軍となる。

### ユーゴスラビア・セルビアに対する戦い
1996年から1997年にかけて、ハラディナイはアルバニアの国境近くの村クケス（Kukës）、モリナ（Morina）、トロポヤ（Tropojë）などで、コソボ解放軍の訓練基地の設立に関わった。1997年、ハラディナイ率いるコソボ解放軍の一団がユーゴスラビア・セルビア領のコソボ・メトヒヤ自治州との国境を不法に越境しようとしているところをセルビアの警備隊に発見された。両者の間で銃撃戦となり、ハラディナイの弟ルアン（Luan）が死亡した。
ハラディナイが最終的にコソボに戻ったのは1998年2月で、コソボ紛争が激化しているさなかであった。1998年2月28日から3月5日にかけて、ユーゴスラビア連邦（セルビア）の軍が、コソボ解放軍が支配する村リコシャン / リコシャネ（Likoshan / Likošane）、チレズ / ツィレズ（Qirez / Cirez）、プレカズ / プレカゼ（Prekaz / Prekaze）を攻撃した。ICTYによるファトミル・リマイ（Fatmir Limaj）、ハラディン・バラ（Haradin Bala）、イサク・ムスリウ（Isak Musliu）への起訴状では、以下のように述べている:
「攻撃の間（…）、83人のコソボのアルバニア人が殺害された。殺害された人々の中には老人の他、すくなくとも24人の女性や子どももいた。チレズ / ツィレズに対する攻撃の間、プレカジ＝イ＝ポシュテム / ドニェ・プレカゼ（Prekazi-i-Poshtem/Donje Prekaze）では妊婦が顔を撃たれ、嬰児が殺害された。被害者の多くは至近距離から撃たれていた。報告書によると、男性らは自分たちの家の前で即決処刑された。また別の被害者は警察に拘留されている間に殺害された。プレカジ＝イ＝ポシュテム / ドニェ・プレカゼへの攻撃の間、ヤシャリ（Jashari）の家族は、11歳の少女を除いて全て殺害された。」
ヤシャリ一家は、ハラディナイ一家と同様に、コソボにおけるセルビアの影響力排除を求めて抵抗するアルバニア人の重要な一族であり、セルビア側からの脅迫にさらされ続けていた。この攻撃によって危機感を抱いたハラディナイは、自分の家族にも同様の危険が及ぶのを事前に避けるようにした。
3月24日、ユーゴスラビア連邦軍がグロジャン / グロジャネを包囲し、作戦行動を始めた。ハラディナイ一族は地の利を活かし、ラムシュの指導の下、攻撃を回避することに成功した。この件によって、ハラディナイはコソボ西部におけるコソボ解放軍の指導者へと昇進していった。1998年5月、ラムシュ・ハラディナイはグロジャン / グロジャネとその周辺の村々の指導者となり、1998年6月にはドゥカジン地区の指導者となった。コソボ西部はアルバニアに隣接しているため、アルバニアから武器などを運び込む重要な回廊であった。ハラディナイが指導する地域は、最も衝突が激しい地域となった。
1998年9月、39人の遺体がハラディナイの故郷であるグロジャン / グロジャネの村で見つかった。その中には明らかに虐待を受けたと見られる痕跡が見られた。被害者には地元に住むアルバニア人とセルビア人の双方が含まれていた。この事件は、ハラディナイと彼の率いる一団に対する戦争犯罪行為として関心を集めた。

### 軍人から政治家へ
1999年の北大西洋条約機構（NATO）によるコソボ占領とコソボ解放軍の解体の後、コソボ解放軍はコソボ防護隊へと改組された。このあたらしい組織で、司令官アギム・チェク（Agim Çeku）の下、ハラディナイは副司令官となった。コソボ解放軍は非軍事組織のコソボ防衛隊へと改組された。ハラディナイは2000年4月11日にコソボ防護隊を退役し、政治への参加を表明した。ハラディナイは、かつてのコソボの共産主義の指導者マフムト・バカリ（Mahmut Bakalli）の支持を受けて、2000年4月29日にコソボ未来連合を設立し、その党首に選ばれた。この決定は、かつてコソボ解放軍に属していた中でもより好戦的な人々の失望を受けた。彼らは、ハラディナイがハシム・サチの率いるコソボ民主党に加わることを期待していた。ハシム・サチはコソボ解放軍の政治的指導者であり、2000年からはコソボ民主党の党首となっていた。コソボ民主党は、コソボ解放軍に反対したイブラヒム・ルゴヴァ率いるコソボ民主連盟の最大のライバルである。
ハラディナイはコソボのアルバニア人たちの多くから英雄視されている。しかしながら、それでも2004年の選挙を含む各選挙において、ハラディナイの党は大きな成功を収めることができなかった。2004年10月の選挙以降、ハラディナイの党は、当時のコソボ大統領であったイブラヒム・ルゴヴァ率いるコソボ民主連盟の政党連合に加わることになった。それによってハラディナイは、コソボの首相に選ばれた。コソボ議会において、ハラディナイは新しい首相候補となり、120議席中72議席の賛成により首相に選出された。
ハラディナイのルゴヴァとの同盟関係は、戦争中および終戦直後の激しい対立を癒すものと見られた。一方、コソボ民主党からは激しい敵意を向けられることになった。ハラディナイはイブラヒム・ルゴヴァやその他のコソボ民主連盟の人物らとの協力関係を進めた。

### ICTYの裁判
ハラディナイはたった100日首相を務めた後、デン・ハーグにある旧ユーゴスラビア国際戦犯法廷（ICTY）によって戦争犯罪の疑いで起訴された。起訴状によると、ハラディナイはコソボ解放軍の司令官として、1998年3月から9月にかけての人道に対する罪や戦時国際法への違反の責任があるとした。その目的は地域の支配権を獲得するために、セルビア人、ロマ、および反対するアルバニア人の市民を攻撃対象としたというものであった。2008年4月3日、ハラディナイは全ての嫌疑について無罪となった。
アメリカ合衆国の上院議員、ジョセフ・バイデンはハラディナイの起訴について、以下のように述べている:
「ユーゴスラビア崩壊後の状況の中で、ハラディナイ氏による自発的なハーグ（ICTY）への投降は際立っている。ハラディナイ氏の決定は、ハーグに訴追されている最も悪名高い3人の人物、いずれも投降を拒否して未だ逃亡を続けている、ボスニアの元セルビア人勢力の将軍ラトコ・ムラディッチ、ボスニアの元セルビア人指導者ラドヴァン・カラジッチ、クロアチアの元将軍アンテ・ゴトヴィナらとは極めて対照的である。
ハラディナイは自身の声明の中で、自身を法廷にゆだね、紛争中および紛争後の自身の行動に関してあらゆる人物による調査を受け入れ、自身の行動が全て合法かつ正当なものであることを明かすことを望んでいるとした。
ハーグでのハラディナイに対する裁判は2007年3月5日に始まった。ハラディナイの弁護団を率いるのは、有力な国際人権弁護士のベン・エマーソン（Ben Emmerson QC）であった。エマーソンは顧問にロドニー・ディクソン（Rodney Dixon）を置いた。弁護団全体は、アイルランドの政治コンサルタントで金融家のマイケル・オライリー（Michael O'Reilly）によって結成された。
ICTYによる起訴状は2005年3月に発行され、ハラディナイはその直後に首相の地位を辞することを決めた。その後ハラディナイは自発的にデン・ハーグへ向かい、保釈が認められるまでの2ヶ月間をデン・ハーグで過ごした。ハラディナイはその時、暴力や市民暴動を止めるための言動で、国際危機グループ やジョセフ・バイデン、後のイギリス防衛大臣ロビン・クック をはじめ多くから賞賛を受けた。
当時の国際連合コソボ暫定行政ミッション（UNMIK）の首班、セーレン・イェッセン＝ペーテルセン（Søren Jessen-Petersen）は、ハラディナイを「友人」と表現し、「躍動的な指導力、強い責任感と志向」をもった人物であると評した。
2006年3月、ICTYの上訴部は、ハラディナイの仮釈放の延長と、ハラディナイの公の場での政治活動をする権利を認めた。しかし、その活動にはUNMIKによる許可が必要であった。
2007年2月26日、ハラディナイはデン・ハーグに戻り、裁判が進められた。それまでに、ハラディナイはコソボの大統領ファトミル・セイディウ（Fatmir Sejdiu）、首相のアギム・チェク（Agim Çeku）、UNMIK首班のヨアキム・リュッカー（Joachim Rücker）や多数の外交官らと会合を持った。会見ではハラディナイは市民に対して落ち着くよう呼びかけ、自身が完全に無罪となることを確信していると表明した

。
ICTYの主席検事であるカルラ・デル・ポンテは、国際社会の各方面からのハラディナイへの支持に動じることなく、ハラディナイを強く糾弾した。デル・ポンテは、フランクフルター・アルゲマイネ・ツァイトゥングに対して、「ハラディナイの仮釈放の決定によれば、ハラディナイはコソボの安定要因だということになっている。私は決してそうは思わない。私にとって、ハラディナイは戦争犯罪者である。」と述べた。
デル・ポンテは、おなじインタビューの中で、ハラディナイの法廷で証言する意思のある証人を見つけることは、検察はもちろん法廷にとっても困難であるとした。デル・ポンテは、「コソボの難しさは、国際連合の指導者も、NATOも、誰も我々を助けようとしないことだ。」と述べた。
英国放送協会（BBC）のリポートによると、セルビア人の間にもハラディナイへの一定の支持がみられるとしている。ミトロヴィツァ / コソヴスカ・ミトロヴィツァの北部に住む一人のセルビア人は、以下のように述べている:
コソボの政権の中で、コソボのセルビア人少数民族に対して何かしようとしてくれたのは、たった2つだけだ。ひとつはバイラム・レジェピ（Bajram Rexhepi）の政権、そしてもうひとつはラムシュ・ハラディナイの政権、とくに後者だ。
2007年7月20日、法廷の夏季休暇の期間中でのラムシュ・ハラディナイの仮釈放の申し出は却下された。ハラディナイはクリスマス休暇の仮釈放は認められた。
法廷は、2008年4月3日、ハラディナイの無罪を言い渡した。ハラディナイの弁護士であるバライ（Balaj）とブラヒマイ（Brahimaj）は、不必要であるとして一人も弁護側の証人を採ることはなかった。検察側は予定していた3人の証人を法廷に連れてくることができなかった。そのなかの一人、ナセル・リカ（Naser Lika）は、証言を求められていたとき、精神病院に入っていた。別の証人シェフチェト・カバシ（Shefqet Kabashi）は、検察側が自身が証言できる環境を作り上げることができていないとして、証言を拒否した。
判事は、証人らの多くが脅迫を受けていると感じていることを指摘した:
法廷は、これらの証人たちの多くが証言することの安全性を保障することの困難に直面している。彼らの多くが法廷に証拠をもたらすために事前に出向くことへの明らかな恐怖を表明している。これについて法廷は、判決にて詳述されるさまざまな要因により、証人らが身の危険を感じている中で裁判が行われたとの強い印象を受ける。"
検察側の証人として呼ばれていたロマのクイティム・ベリシャ（Kujtim Beriša）は、モンテネグロのポドゴリツァにて2007年2月18日、自動車との事故により死亡した。モンテネグロのセルビア人が自身の自動車を運転していてベリシャとその他2人に衝突した。モンテネグロの日刊紙ヴィイェスティ（Vijesti）は、事故当時に運転手は酒に酔っており、かなりのスピードをだしていたことを警察が確認したと伝えている。
セルビアのメディアは、ハラディナイに対して法廷で証言する予定であった証人の多くが死亡したと伝えた。ICTYの在セルビア代表部ネルマ・イェラチッチ（Nerma Jelačić）は、証人らが殺害されているとする嫌疑は事実ではないと述べた。
スロボダン・ミロシェヴィッチに対する裁判でICTYの検事であったゲオフリー・ニース（Geoffrey Nice）は、コソボの日刊紙コハ・ディトレ（Koha Ditore）のコラムに寄稿し、少なくとも3人の経験豊富な検察官が、ラムシュ・ハラディナイの有罪を証明するのは困難だとして、デル・ポンテに対してハラディナイの起訴に反対するアドバイスをしたとした。
2008年4月25日、ハラディナイの裁判に関する法廷侮辱の疑いで、ICTYは公式にアストリト・ハラチヤ（Astrit Haraqija）とハラディナイの顧問バイルシュ・モリナ（Bajrush Morina）に対する起訴をした。起訴状によると、アストリト・ハラチヤは、当時のコソボの文化青年スポーツ大臣と「ラムシュ・ハラディナイ防護委員会」の支援を受け、当時プリシュティナの日刊紙ボタ・ソト（Bota Sot）の編集者でICTYの保護を受けていた証人P.W.の住んでいる国まで、証人が証言しないよう脅迫するために出向く旅費をバイルシュ・モリナに渡したとしている。
セルビア大統領のボリス・タディッチは、カルラ・デル・ポンテの後任としてICTYの主任検事となるセルゲ・ブランメルツ（Serge Brammertz）に対して、ハラディナイに対する裁判では、証人が証言しないよう脅されたり殺されたりしていると訴えた。2008年5月1日、セルゲ・ブランメルツ率いるICTYの検察は、5月3日の期限切れの前に、公式にハラディナイへの判決に対する異議を申し立てた。検察はまた、無罪となっているハラディナイの協力者イドリズ・バライ（Idriz Balaj）およびラヒ・バフリマイ（Lahi Bahrimaj）の判決に対する異議申し立てもした。後者には懲役6年が言い渡されている。
ハラディナイはICTYで2008年に続き、2012年にも訴追されたが、いずれも無罪判決を受けた。だがセルビアは各国に逮捕要請を続けており、2015年6月にはスロベニア警察に2日間拘束された。2017年1月にはフランス警察に逮捕され、コソボ外務省が早期解放を求めた。

### 政界復帰
イーサ・ムスタファ内閣の不信任を受けて2017年6月に実施された総選挙では中道右派連合が勝利し、ハラディナイが新首相に推されると目された。9月7日、ハシム・サチ大統領はハラディナイを首相に指名し9月9日に就任。しかし2019年になって捕虜の臓器密売容疑によってデン・ハーグの特別法廷より召喚を求められ、政府のトップとして聴取を受けることはできないとして、同年7月19日に首相辞任を表明した。22日に辞表を提出。2020年2月3日、後継の政権が議会で承認され首相を退任。

## 出版
ハラディナイの生い立ちと紛争中の人生について、ハラディナイとバルズ・ハムザイ（Bardh Hamzaj）の対談が本となって、「戦争と平和の物語」と題され、プリシュティナのZëri Biblioteka Publicistikeによって2000年に出版された。2冊目の本「将軍の平和: 終戦」は2007年に出版され、終戦後のことについて、主に国際社会によるコソボへの介入、コソボ解放軍の非軍事組織への改組、政治組織の指導者となることに焦点をあてている。

## 家族と人物
ラムシュ・ハラディナイはコソボ・ラジオ・テレビジョン（RTK）のニュース・レポーター、アニタ・ハラディナイと結婚し、1男1女をもうけている。アニタ・ハラディナイはコソボで最もよく見られ、格式があるとみられているニュース番組のアナウンサーである。
ラムシュ・ハラディナイは5人の兄弟がいた。うち2人、ルアン（Luan）とシュケルゼン（Shkelzën）はコソボ解放軍の指揮官としてセルビア治安部隊との戦いのさなかに死亡している。ダウト・ハラディナイ（Daut Haradinaj）はコソボ紛争中の1999年に行われたアルバニア人に対する不法な殺害の罪で、コソボで懲役5年を言い渡されている。エンヴェル（Enver）は2005年4月にコソボで銃撃されて死亡している。最も若い弟のフラシェル（Frashër）は政府機関で働いていた。
ラムシュ・ハラディナイのおじ、ラヒ・ブラヒマイ（Lahi Brahimaj）はハラディナイとともにICTYによって戦争犯罪の嫌疑で訴追され、虐待の罪で有罪となり、同じ法廷で懲役刑が言い渡されている
。
ラムシュ・ハラディナイの父母と最も若い弟は、2007年の時点で故郷のグロジャン / グロジャネに居住している。